# 대한민국 통일원
통일원(統一院)은 통일 및 남북 대화·협력에 관한 종합적 기본 정책의 수립과 그에 관한 기획의 종합·조정, 통일 교육 등 기타 통일에 관한 사무를 관장하는 대한민국의 옛 중앙행정기관이다. 1990년 12월 27일 국토통일원을 개편하여 발족하였으며 1998년 2월 28일 통일부로 개편되면서 폐지되었다.

## 설치 근거
- 정부조직법 [법률 제4368호, 1990.12.27 일부개정] 제23조 의2[1]
- 통일원과그소속기관직제 [대통령령 제13269호, 1991.02.01 폐지제정] 제3조[2]

## 연혁
- 1990년 12월 27일 : 국토통일원을 폐지하고 통일원을 신설. 통일원 장관을 부총리급으로 격상.
- 1998년 2월 28일 : 통일원을 폐지하고 통일부를 신설.

## 조직
| - 감사관 ( 1996.12 ~ 1998.02 ) - 감사담당관 ( 1991.07 ~ 1996.12 ) - 경수로사업지원기획단 ( 1994.12 ~ 1998.02 ) - 공보관 ( 1991.02 ~ 1998.02 ) - 교류협력국 ( 1991.07 ~ 1998.02 ) - 교육홍보국 ( 1991.02 ~ 1996.12 ) | - 기획관리관 ( 1991.02 ~ 1991.07 ) - 기획관리실 ( 1991.07 ~ 1998.02 ) - 남북대화사무국 ( 1991.02 ~ 1992.10 ) - 남북회담사무국 ( 1992.10 ~ 1998.02 ) - 비상계획관 ( 1991.02 ~ 1998.02 ) - 인도지원국 ( 1996.12 ~ 1998.02 ) | - 정보분석실 ( 1991.07 ~ 1998.02 ) - 정보자료국 ( 1991.02 ~ 1991.07 ) - 조사연구실 ( 1991.02 ~ 1991.07 ) - 총무과 ( 1991.02 ~ 1998.02 ) - 통일교육원 ( 1996.12 ~ 1998.02 ) - 통일연수원 ( 1991.02 ~ 1996.12 ) - 통일정책실 ( 1991.02 ~ 1998.02 ) |

## 역대 장·차관

### 부총리 겸 통일원 장관
| 정부        | 대수      | 이름           | 임기                                | 출신지              | 출신학교      | 비고 |
| ----------- | --------- | -------------- | ----------------------------------- | ------------------- | ------------- | --- |
| 노태우 정부 | 16대      | 최호중(崔浩中) | 1990년 12월 27일 ~ 1992년 6월 25일  | 경기 경성 (현 서울) | 서울대        | 외무부 경제차관보&상공부 차관&외무부 장관&주 말레이시아 대사                                                     |
| 노태우 정부 | 17대      | 최영철(崔永喆) | 1992년 6월 26일 ~ 1993년 2월 25일   | 전남 목포           | 서울대        | 체신부 장관&노동부 장관&제9·10·11·12대 국회의원&유신정우회 정책위원회 의장&국회부의장&통일번영연구원 회장        |
| 문민 정부   | 18대      | 한완상(韓完相) | 1993년 2월 26일 ~ 1993년 12월 21일  | 충남 당진           | 서울대        | 서울대 교수&상지대 총장&한성대 총장&교육부총리&대한적십자사 총재                                                 |
| 문민 정부   | 19대      | 이영덕(李榮德) | 1993년 12월 22일 ~ 1994년 4월 29일  | 평남 강서           | 서울대        | 서울대 교수&명지대 총장&국무총리&정부공직자윤리위원회 위원장&한국교육개발원장&문화시민운동중앙협의회장           |
| 문민 정부   | 20대      | 이홍구(李洪九) | 1994년 4월 30일 ~ 1994년 12월 16일  | 경기 고양           | 미국 에모리대 | 서울대 교수&국무총리&민주평화통일자문회의 수석부의장&통일고문회의 의장&제15대 국회의원&주 영국 대사&주 미국 대사 |
| 문민 정부   | 권한 대행 | 송영대(宋榮大) | 1994년 12월 17일 ~ 1994년 12월 23일 | 전남 구례           | 연세대        | 통일원 차관&평화문제연구소장                                                                                     |
| 문민 정부   | 21대      | 김덕(金德)     | 1994년 12월 24일 ~ 1995년 2월 21일  | 경북 구미           | 서울대        | 국가안전기획부장&제15대 국회의원                                                                                 |
| 문민 정부   | 22대      | 나웅배(羅雄培) | 1995년 2월 22일 ~ 1995년 12월 20일  | 경기 경성 (현 서울) | 서울대        | 아주대 총장&재무부 장관&상공부 장관&경제부총리&제11·12·13·14대 국회의원                                          |
| 문민 정부   | 23대      | 권오기(權五琦) | 1995년 12월 21일 ~ 1998년 3월 2일   | 경북 안동           | 서울대        | 동아일보 이사장&한국신문편집인협회장                                                                             |

### 통일원 차관
| 정부        | 대수 | 이름           | 임기                              | 출신지    | 출신학교    | 비고                                                                                   |
| ----------- | ---- | -------------- | --------------------------------- | --------- | ----------- | -------------------------------------------------------------------------------------- |
| 노태우 정부 | 7대  | 송한호(宋漢虎) | 1990년 12월 27일 ~ 1992년 1월 8일 | 평남 평원 | 서울대      | 민주평화통일자문회의 사무총장                                                          |
| 노태우 정부 | 8대  | 임동원(林東源) | 1992년 1월 9일 ~ 1993년 3월 4일   | 평북 위원 | 육사&서울대 | 대통령비서실 외교안보수석비서관&통일부 장관&국가정보원장&주 호주 대사&외교안보연구원장 |
| 문민 정부   | 9대  | 송영대(宋榮大) | 1993년 3월 5일 ~ 1996년 8월 12일  | 전남 구례 | 연세대      | 통일원 장관&평화문제연구소장                                                           |
| 문민 정부   | 10대 | 김석우(金錫友) | 1996년 8월 13일 ~ 1998년 3월 8일  | 충남 논산 | 서울대      | 21세기국가발전연구원장                                                                 |